# Karin Wanngård

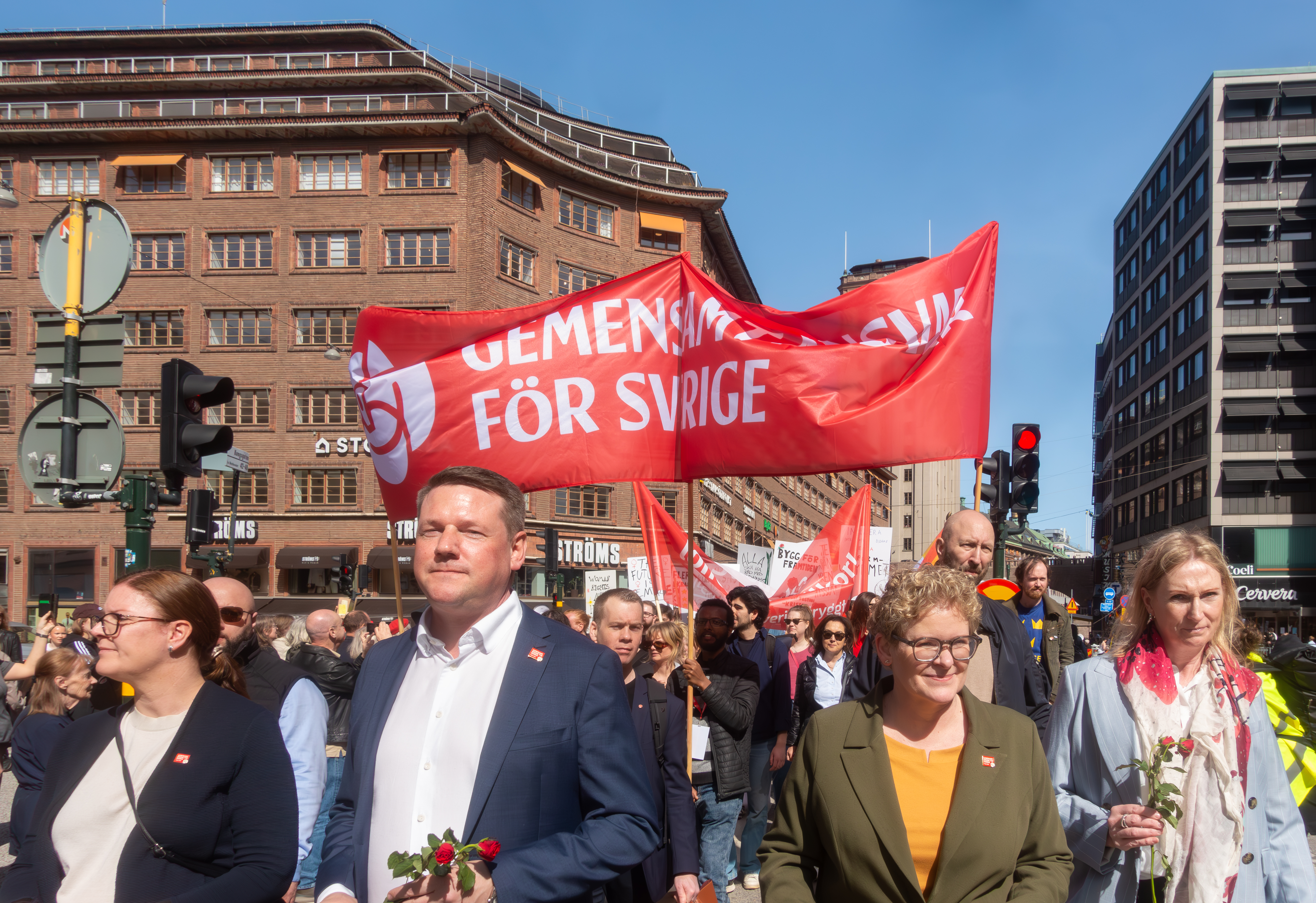
Tobias Baudin och Karin Wanngård i 1 maj-tåget i Stockholm 2024.

Karin Björnsdotter Wanngård, född 29 juni 1975 i Sånga församling i Stockholms län, är en svensk socialdemokratisk politiker som är finansborgarråd och kommunstyrelsens ordförande i Stockholms kommun sedan 2022 och som dessförinnan var det från 2014 till 2018. Wanngård är ledamot av Stockholms kommunfullmäktige sedan 1994 och gruppledare för Socialdemokraterna i Stockholms stad sedan 2011. Hon var oppositionsborgarråd i Stockholms stad 2011–2014 och 2018–2022. Efter valet 2022 leder hon ett rödgrönt styre med Socialdemokraterna, Vänsterpartiet och Miljöpartiet.

## Biografi
Wanngård gick ekonomisk linje på Blackebergs gymnasium 1991–1994. År 1994 blev hon ledamot i Stockholms kommunfullmäktige och fick samma år anställning på Transportarbetareförbundets avdelning 5. År 1997 gick hon över till Grafiska fackförbundet, och 2000 fick hon anställning som lönekonsult vid Danderyds sjukhus.
Wanngård studerade 2002–2004 personalvetenskap vid Stockholms universitet utan att ta examen.
Wanngård gick 2007 över från Danderyds sjukhus till en anställning som nordisk lönechef vid Hewlett Packard. År 2011 lämnade Wanngård Hewlett Packard för att 2 maj bli oppositionsborgarråd och andre vice ordförande i Stockholms kommunstyrelse. Hon var oppositionsborgarråd till 2014 då hon utsågs till kommunstyrelsens ordförande samt finansborgarråd efter att de rödgrönrosa partierna vunnit valet. Hon innehade denna post till 2018 då hon efterträddes på posten av Moderaternas Anna König Jerlmyr. Mellan 2018 och 2022 var Wanngård åter oppositionsborgarråd för att 2022 återkomma som kommunstyrelsens ordförande och finansborgarråd. År 2025 meddelade Wanngård att hon planerar att lämna kommunpolitiken i samband med valet 2026.

## Privatliv
Wanngård har tidigare varit gift med K-G Wanngård, tidigare Westlund. Tillsammans har de två barn. På midsommarafton 2023 gifte hon om sig med Stefan Johansson. I januari 2025 fick paret tvillingpojkar.